# Rognonas
Rognonas är en kommun i departementet Bouches-du-Rhône i regionen Provence-Alpes-Côte d'Azur i sydöstra Frankrike. Kommunen ligger  i kantonen Châteaurenard som ligger i arrondissementet Arles. År 2022 hade Rognonas 4 186 invånare.

## Befolkningsutveckling
Antalet invånare i kommunen Rognonas
Referens:INSEE